# Toome
Toome of Toomebridge (Iers: Tuaim) is een plaats in het Noord-Ierse district Antrim. Toome telt 720 inwoners. Van de bevolking is 2,9% protestant en 96,3% katholiek.